# Kleine langoorbuideldas
De kleine langoorbuideldas (Macrotis leucura) is een uitgestorven buideldas uit de familie der langoorbuideldassen. De wetenschappelijke naam van de soort werd voor het eerst geldig gepubliceerd door Oldfield Thomas in 1887.

## Kenmerken
De bovenkant van het lichaam was grijsbruin, de onderkant lichtgrijs. De staart was met lange, witte haren bedekt. De kop-romplengte bedroeg 200 tot 270 millimeter, de staartlengte 120 tot 170 millimeter, de oorlengte zo'n 63 millimeter en het gewicht 300 tot 435 gram.

## Leefwijze
De kleine langoorbuideldas was 's nachts actief; overdag sliep het dier in een diep hol in een zandduin, waarvan de ingang met zand bedekt werd als het dier binnen was. Deze soort was deels carnivoor.

## Voorkomen
Deze soort is alleen maar bekend van de zandwoestijnen van Centraal-Australië, waar hij sinds de jaren 1950 van de 20e eeuw niet meer gezien is.
Grote langoorbuideldas (Macrotis lagotis) · Kleine langoorbuideldas (Macrotis leucura; uitgestorven)